# Сан-Нікола-Баронія
Сан-Нікола-Баронія (італ. San Nicola Baronia) — муніципалітет в Італії, у регіоні Кампанія,  провінція Авелліно.
Сан-Нікола-Баронія розташований на відстані близько 250 км на південний схід від Рима, 85 км на схід від Неаполя, 37 км на північний схід від Авелліно.
Населення — 767 осіб (2014).

## Демографія
Населення за роками:

Станом на 1 січня 2023 року в муніципалітеті офіційно проживало 20 іноземців з 6 країн, серед них 5 громадян країн Євросоюзу та 1 громадянин України.

## Сусідні муніципалітети
- Карифе
- Кастель-Баронія
- Флумері
- Сан-Соссіо-Баронія
- Тревіко